# Tükrös busalepke
A tükrös busalepke (Heteropterus morpheus) a busalepkefélék családjába tartozó, eurázsiai elterjedésű lepkefaj. 

## Megjelenése

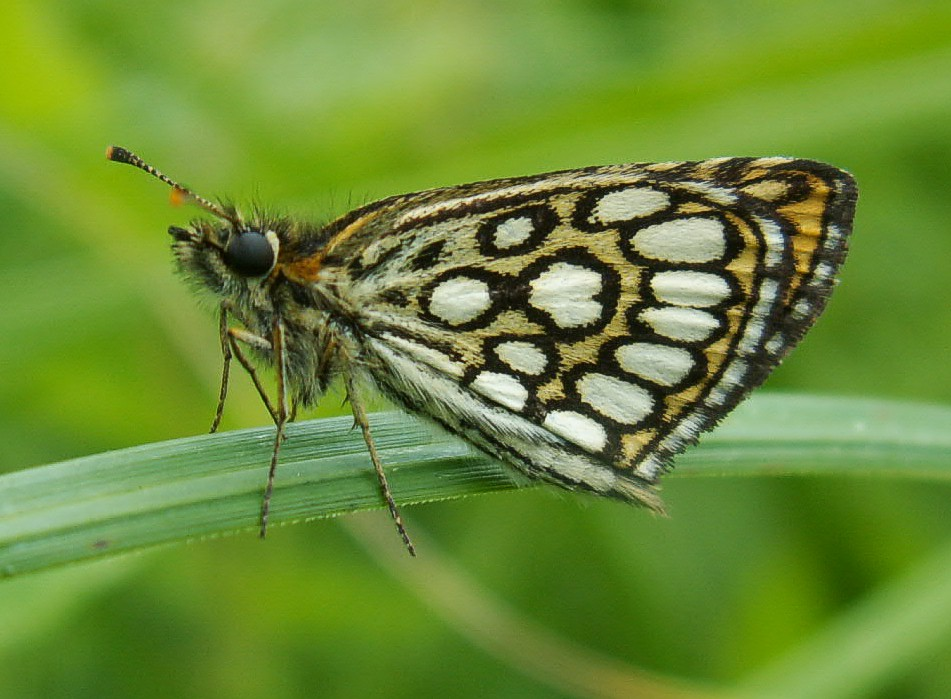

A türkös busalepke szárnyfesztávolsága 2,3-3,5 cm. Szárnyai felső oldalának alapszíne sötét barnásfekete, az elülső szárnyon sárgás-fehéres foltok találhatók, amelyek a hímeken kisebbek, mint a nőstényeken, sőt néha hiányozhatnak is. Hátulsó szárnya többnyire egyszínű, ritkán sárga pettyecske látható rajta. Az elülső szárny fonákja barnásfekete, felső szegélyénél és csúcsterénél narancssárga mintázat található. A hátulsó szárny fonákja narancssárga, rajta nagy, egymáshoz érő, fekete keretű, tojás alakú, sárgásfehér foktokkal. Mindkét szárny rojtos szélű, a rojtok sárga és fekete foltokkal tarkítottak.
Hernyója zöld, rövid, ritkás, feketés szőrzettel, hát- és oldalvonala fehéres vagy halvány sárgásbarna. Feje fekete vagy sötétbarna.
Változékonysága nem számottevő.

### Hasonló fajok
Magyarországon nem él hasonló faj, az összecsukott szárnyakkal, hátsó szárnyának mintázott fonákját mutató tükrös busalepke jól felismerhető.

## Elterjedése
Európában gyakori (Skandináviából és a Dél-Mediterráneumból hiányzik, a Brit-szigeteken csak szórványosan figyelték meg), de előfordul Szibériában és a Távol-Keleten is. Az alföldektől mintegy 1300 méteres magasságig él. Magyarországon inkább a Dunántúl hegy- és dombvidékeken gyakori, az Alföldön ritka, inkább az északkeleti részén, nedves, hűvös mikroklímájú láp- és mocsárréteken található meg.

## Életmódja
A nedvesebb élőhelyeket kedveli. Vízfolyások menti, kaszálatlan réteken és nedves, füves erdőszéleken, hegyvidéki erdőkben, régi szőlőkben, erdei tisztásokon él. A petékből augusztusban kelnek ki a hernyók, amelyek áttelelnek. Hernyója különböző perjefélékkel (Calamagrostis, Phragmites, Brancypodium, Molinia fajok) táplálkozik. Napközben egy fűszál csöves részén rejtőzik (itt is telel és bábozódik be) és este aktív. A következő évben április végén bebábozódik. Az imágó június közepén kel ki és kb. július közepéig repül. A nőstény a füvek levélhüvelyének belső oldalára rakja egyesével petéit.  
Magyarországon védett, természetvédelmi értéke 10 000 Ft.

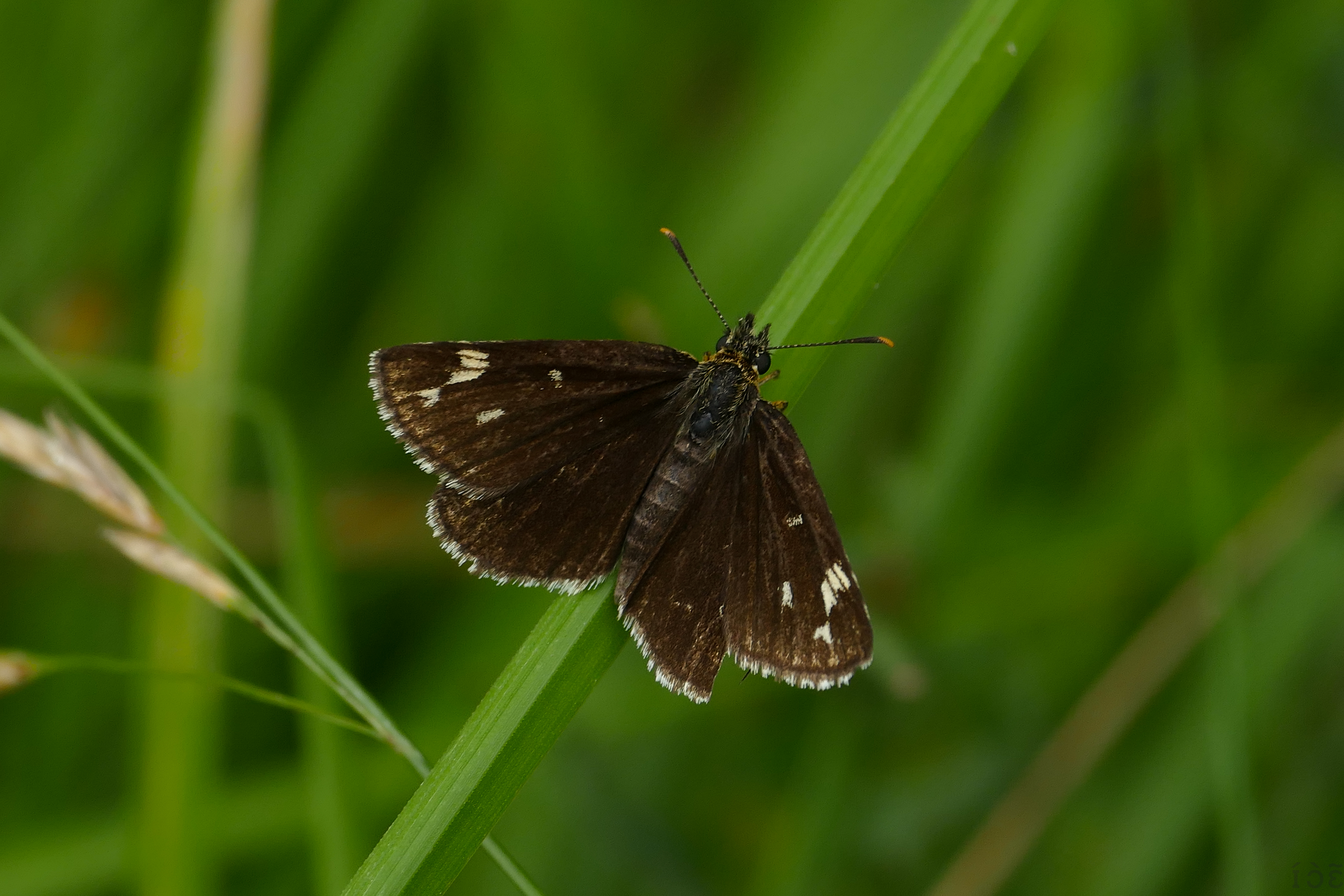
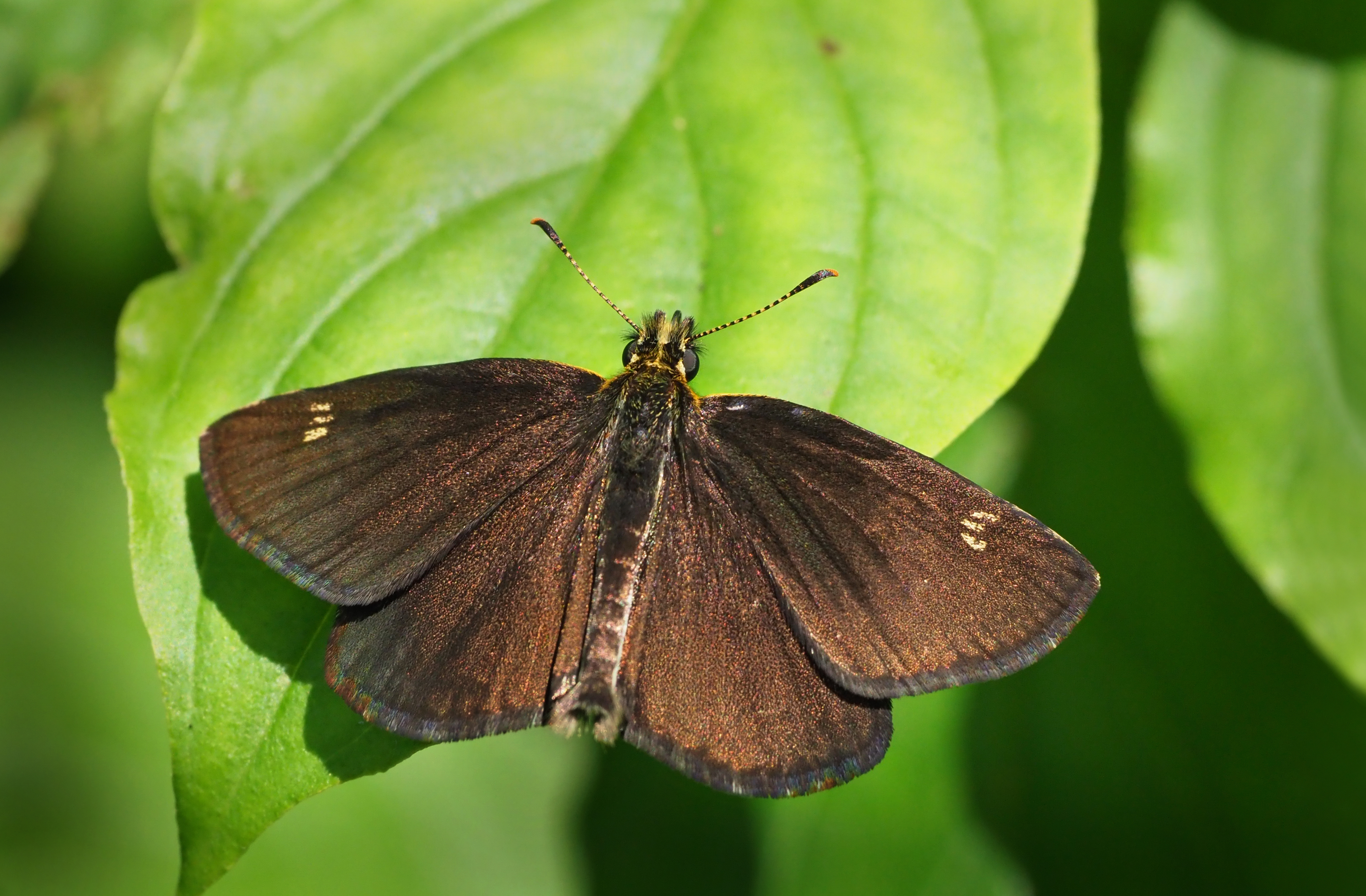
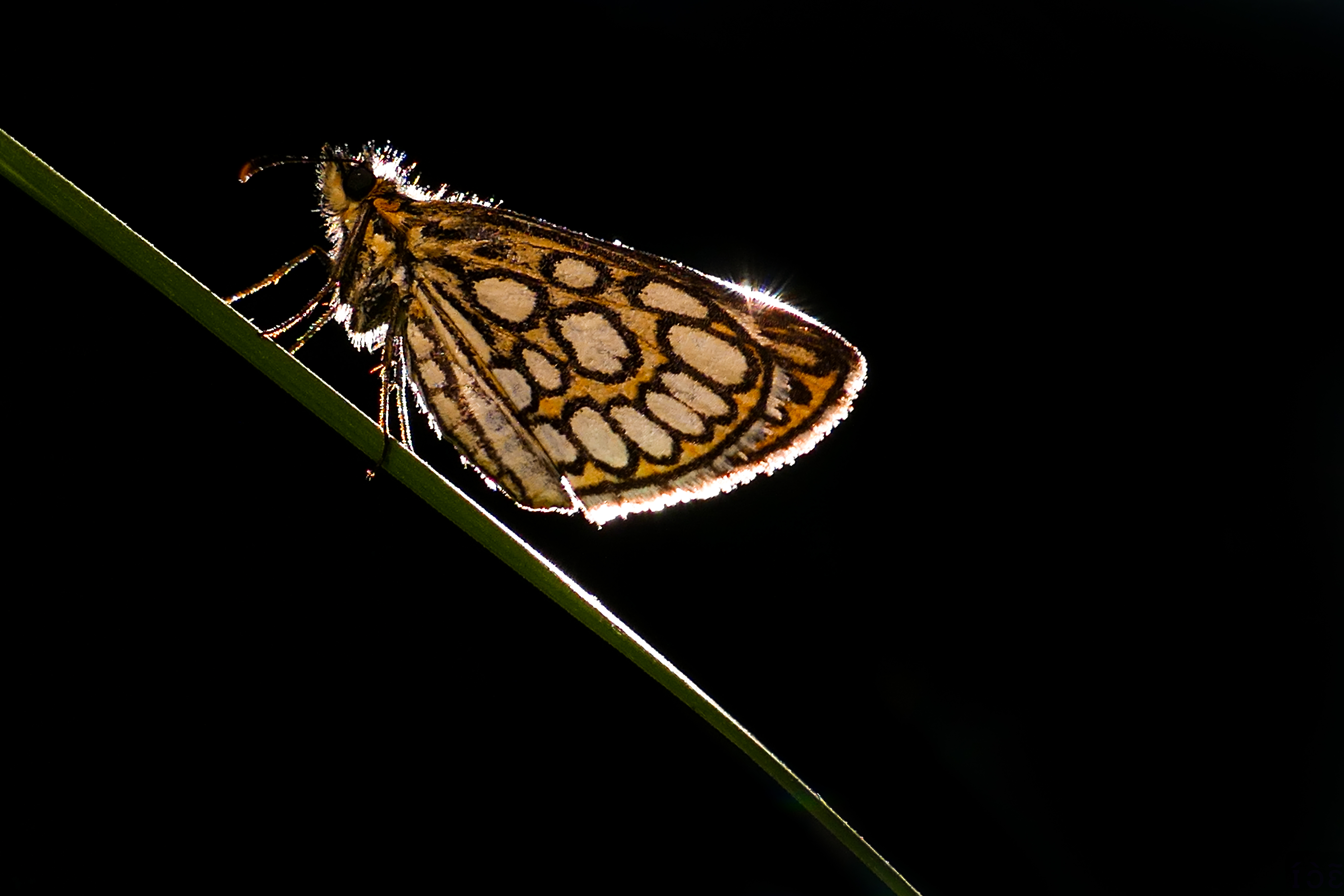
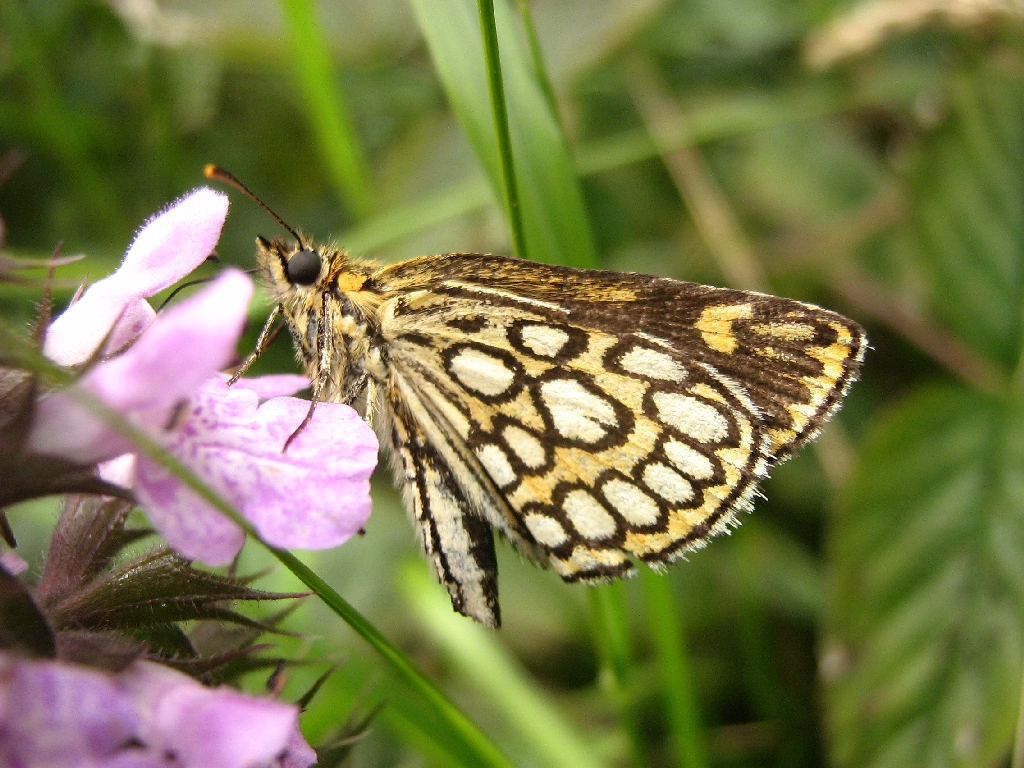
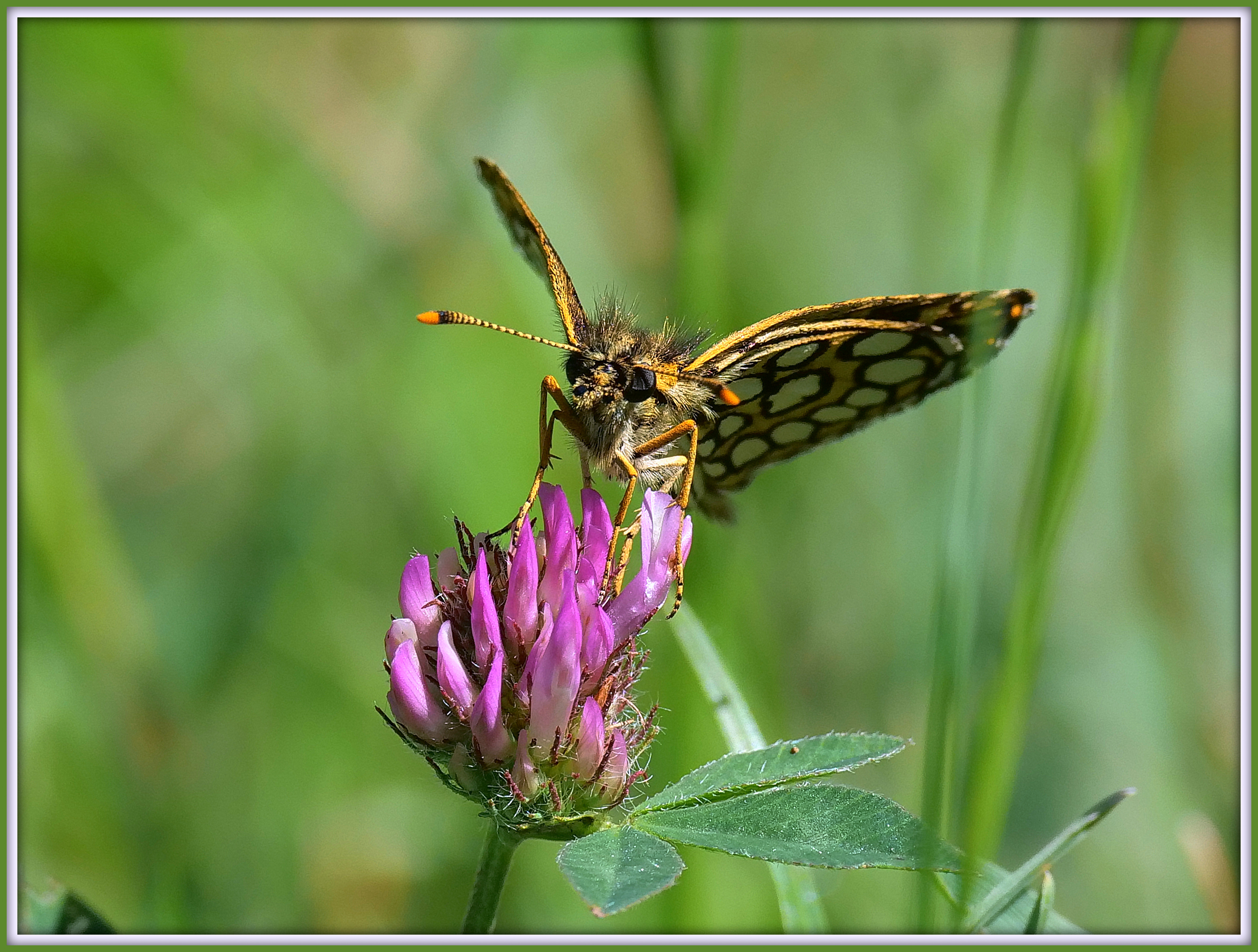